# カイマン男

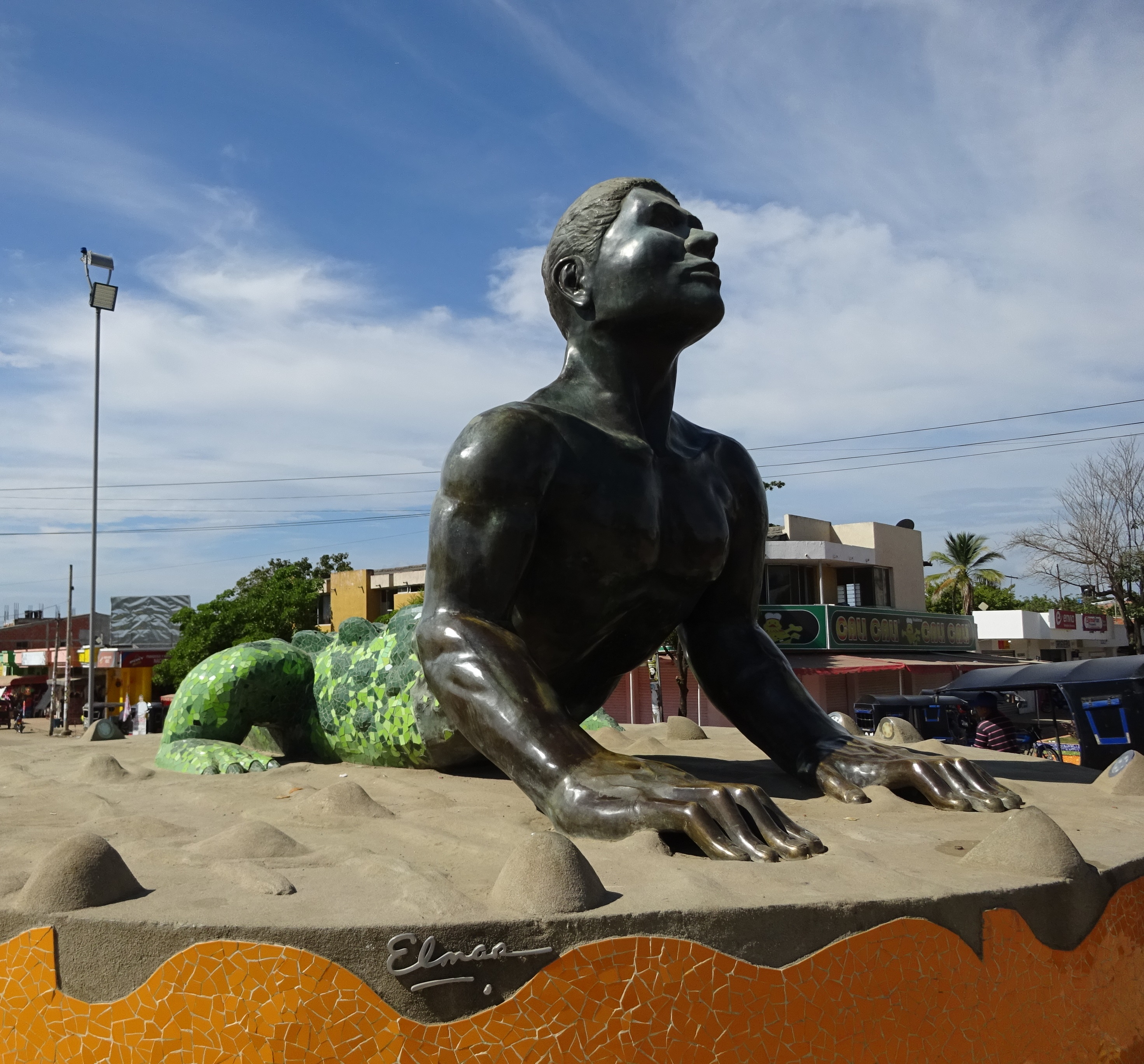
カイマン男（プラト村）

カイマン男（）あるいはワニ男（スペイン語: El Hombre Caimán、オンブレ・カイマン）は、南米コロンビアに伝わる獣人である。覗き見行為が祟って、上半身が人、下半身が鰐（カイマン）の姿に変えられたという1940年代頃の都市伝説である。

## 伝承
コロンビアのカリブ海沿岸、マグダレナ川に沿うプラト村に起きた話として伝わる。村のサウル・モンテネグロという漁師は、マグダレナ川で沐浴する女性たちを眺めるのが好きだった。しかし、それがバレるのは恐かった。そこでアルタ・グアヒーラのインディオ女性（異聞では魔女やピアッチェだとする）より、ワニ（カイマン）に変身できる秘薬を求めた。魔女は、ワニに変身する赤い薬と、人間に戻る白い薬を渡した。モンテネグロはしばらくそれらを使って、ぞんぶんに覗き見を楽しんだ。
ある日、いつもの共犯者の友人（飲み友達）が来られなくなったので、別の者に代行して、人間戻りの白色薬を浴びせる役を頼み込んだ。だが慣れない男はワニの姿になったモンテネグロを見て、びっくりして薬瓶を割り、中身をこぼしてしまった。一部がサウルの頭にかかり、彼の頭は元に戻ったが、残りの体はワニのまま残ってしまった。それ以来、女たちは恐れて川で水浴びをしなくなった。
そしてプラト村の安泰のため、漁師たちでカイマン男を狩ると決まった。彼らはサウルを見つけて棍棒で滅多打ちにしたが、報復を恐れてうっかり外出できなくなってしまった。「トカゲ（lagarto）」と蔑まれたサウルに、唯一母親だけが、恐れずに接していた。母は、毎晩、（岩間に隠れて水浴びする場所に）やってきて、彼の好物、すなわちチーズ、ホエー、魚、キャッサバ（ユッカ）など料理の皿、そしてときおりラム酒の小瓶を置いていった。何とか元の姿に戻そうと、代父母に十字を切らせたり、教区司祭の祝福を得たり、はては聖金曜日の真夜中に黒猫を生き埋めるなど、邪を祓うと聞いて試してみたが、何の効き目もない。母親は意を決して旅立ち、薬を作ったインディオの魔女（ピアッチェ）を探したが、魔女は死んだと知った。三年後、プラトに戻った彼女は（悲嘆に暮れて）死んだ。
カイマン男は誰も世話をする者がおらず、ひとり残された。彼は、マグダレナ川の河口、バランキージャ近くのボカス・デ・セニサで、川に身を任せて海に出ることにした。それ以来、プラトからボカス・デ・セニサまでのマグダレナ川下流域の漁師たちは、今でも川や沼地の川岸でカイマン男が出現したら、なんとしても狩ってやろうと目を光らせているという。
この話は1940年代、バランキージャの地元新聞《ラ・プレンサ》誌で取り上げられたと言われるが、廃刊しており、当時の切り抜き記事を読んだという情報筋も、現在の取材調査ではみつからなかった。

## 大衆文化
プラトでは、毎年恒例でカイマン男祭りが行事される。カイマン男を称える広場と記念碑（彫像）もあり、住民の文化遺産の一部となっている。カイマン男伝説は、バランキージャ出身の歌手ホセ・マリア・ペニャランダ の歌「Se va el caimán（アリゲーターは行く）」のテーマとなっている。
朝日新聞系の書籍紹介コーナー（ホセ・サナルディ『南米妖怪図鑑』と著者インタビュー）では「デバガメするワニ男」などと銘打っている。